# Penguin Highway
Penguin Highway (ペンギン・ハイウェイ, Pengin Haiwei, lit. Autopista pingüino) es una novela japonesa de ciencia ficción escrita por Tomihiko Morimi, publicada en 2010. Una adaptación de manga fue seriada en Monthly Comic Alive de Media Factory desde el 27 de marzo de 2018 hasta el 27 de febrero de 2019, y una adaptación cinematográfica animada llevada a cabo por Studio Colorido se estrenó en agosto de 2018.

## Sinopsis
Un niño de cuarto grado, Aoyama-kun, investiga la misteriosa razón detrás de la repentina aparición de pingüinos en su pueblo, que de alguna manera está relacionada con un poder de una joven mujer que trabaja en una clínica dental.

## Personajes
- Aoyama (アオヤマ君, Aoyama-kun) Un niño precoz que lleva un cuaderno donde anota las cosas que aprende. Está enamorado de Lady y nunca ha visto el océano.
- Lady (お姉さん, Onē-san) Una misteriosa mujer que trabaja en un consultorio dental y también entrena a Aoyama en el ajedrez.
- Uchida (ウチダ君, Uchida-kun) El tímido amigo de Aoyama. Es una víctima de bullying.
- Hamamoto (ハマモトさん, Hamamoto-san) Una niña inteligente que tiene un enamoramiento por Aoyama.
- Suzuki (スズキ君, Suzuki-kun) Un preadolescente abusivo que asiste a la misma clase que Aoyama.
- El padre de Aoyama (アオヤマ君のお父さん, Aoyama-kun no Otōsan) Un hombre bien posicionado.
- El padre de Hamamoto (ハマモトさんのお父さん, Hamamoto-san no Otōsan) Un investigador meteorológico.

## Media

### Manga
Una adaptación manga de tres volúmenes de la novela se publicó desde mayo de 2018 a abril de 2019 de la revista mensual Comic Alive de Media Factory, con ilustraciones de Keito Yano.

### Película de anime
El 1 de marzo de 2018 se anunció una adaptación animada que sería realizada por Studio Colorido. Hiroyasu Ishida es el director de la película, con Yōjirō Arai responsable del diseño de personajes, Makoto Ueda escribiendo el guion, y Umitarō Abe componiendo la música. La canción principal es Good Night, interpretada por Hikaru Utada.
La película se estrenó en el Festival Internacional de Cine Fantasía de Montreal el 29 de julio de 2018. Toho estrenó la película en Japón el 17 de agosto de 2018. Fuji Creative fue responsable de la distribución internacional de la película. Anime Limited anunció en julio de 2018 que había adquirido la película para su distribución en el Reino Unido e Irlanda. Eleven Arts anunció que distribuiría la película en Norteamérica, donde se estrenó en la Crunchyroll Expo de San José el 2 de septiembre de 2018, y un estreno más amplio el 12 de abril de 2019. Madman Entertainment anunció que había adquirido la película para su distribución en Australia y Nueva Zelanda, donde se estrenó en el Madman Anime Festival de Melbourne el 15 de septiembre de 2018 con un estreno más amplio a partir del 8 de noviembre de 2018.
La película fue lanzada en DVD, Blu-ray y Digital el 6 de agosto de 2019.